# Кери, Анико
Анико Кери (венг. Kéry Anikó, род. 31 марта 1956 года в Будапеште) — венгерская спортивная гимнастка. Бронзовая медалистка Олимпийских игр 1972 года в командном многоборье.

## Биография
На Олимпийских играх 1972 года завоевала бронзу в командном многоборье (в составе команды Венгерской Народной Республики), при этом в личном зачёте заняла 16-е место и вышла в финал в личном многоборье, где стала 17-й. Ни в одном из отдельных видов в финал не прошла.

## Семья
Замужем за Аттилой Капрошем. Их дочь, Анико Капрош, — теннисистка.